# El rapto (telenovela)
El Rapto es una telenovela mexicana que se transmitió por el Canal 4 de Telesistema Mexicano de Televisa en 1960, con episodios de 30 minutos de duración. Dirigida por Jesús Valero. Protagonizada por Césareo Quezada y antagonizada por René Cardona. La telenovela llevaba a cierto punto el suspenso.

## Elenco
- Cesareo Quezada
- Carmen Montejo
- René Cardona
- Andrea Palma
- Luis Manuel Pelayo
- Magda Donato
- Luis Beristain
- Carmen Salas
- Julio Monterde
- Pilar Souza
- Armando Arriola

## Otros datos
- La telenovela está grabada en blanco y negro.